# Escarpe (armadura)

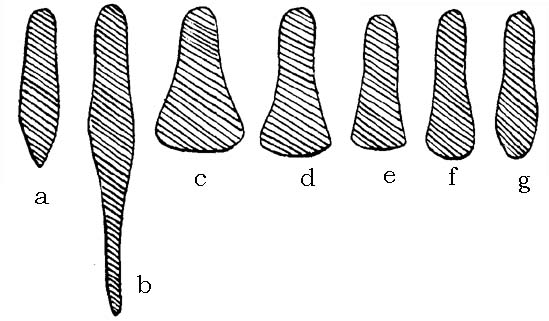
Evolución de la forma de los escarpes según Wendelin Boeheim:
а) 1290—1390. b) 1300—1490. с) 1500—1530. d) 1530—1540. е) 1540—1550. f) 1550—1560. g) 1560—1590.
del libro de Wendelin Boeheim Handbuch der Waffenkunde. Das Waffenwesen in seiner historischen Entwicklung vom Beginn des Mittelalters bis zum Ende des 18 Jahrhunders, Leipzig 1890.

El escarpe es un zapato compuesto generalmente de láminas articuladas que cubría el calzado grueso del hombre de armas, desde la garganta del pie hasta los dedos inclusive; o sea, el empeine. Son la versión armada de las cracovianas o poulaines. 
También se usaron de malla, con el extremo de acero y algunos con punta larga, afilada y hasta partida para herir al caballo del enemigo y dejársela dentro.

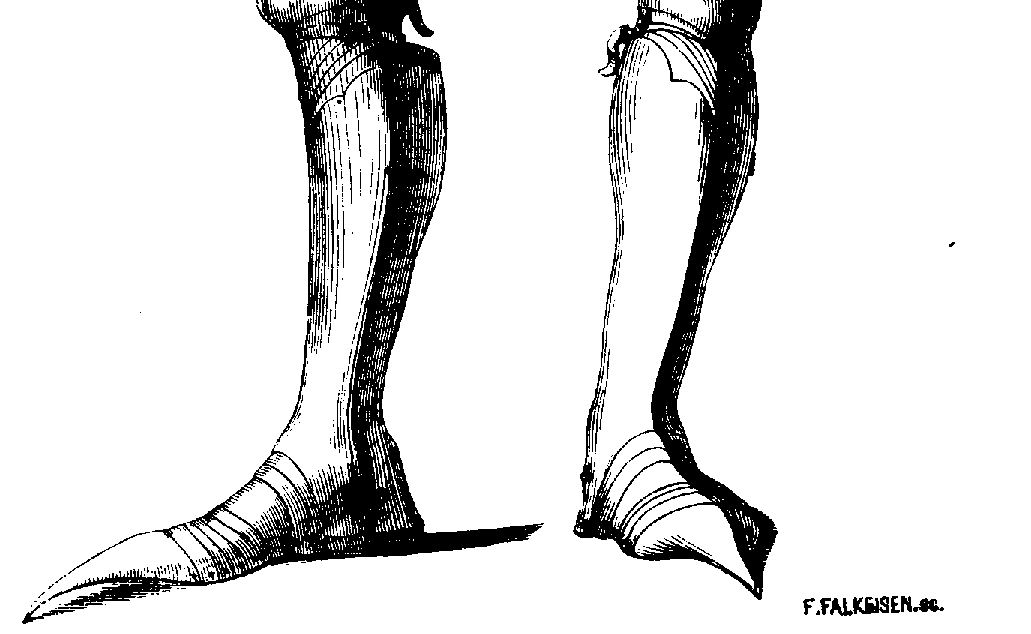
Escarpes a la poulaine.

Los escarpes no parecen remontarse hasta más allá de principios del siglo XIV. El primer escarpe conocido es el puntiagudo y se aproxima a los llamados a la poulaine que equivocadamente se creen del siglo XV, pues esta moda existía ya en el XIII y desapareció a mitad del siglo XIV para ser sustituida por la forma ojival llamada media poulaine. Volvió á estar en boga a fines del mismo y duró sin interrupción durante el XV aun cuando ya a fines de este se usaba también el llamado de pie de oso, seguido en el XVI por el de pico de pato que fue reemplazado más tarde por la bota.